# 吕俊亨
吕俊亨（谚文：여준형，1983年9月25日—），韩国男子短道速滑运动员。他获得过世界短道速滑锦标赛、亚洲冬季运动会和冬季世界大学运动会接力冠军。

## 教练生涯
2006-2008年担任中国黑龙江省队指导，运动员有提及体罚事宜。
2010-2012年担任美国国家队教练和代理主教练，涉嫌身体和言语虐待而辞职。
2014年担任韩国国家队女子代表队指导，2015年因饮酒被开除。
2018~2019赛季短道速滑国家队选拔赛，担任高阳市厅教练。
他目前担任韩国青年滑冰协会主席，专注于维护冰上界的人权问题。